# Hortulanorum
Hortulanorum, latim para "dos jardineiros", em geral abreviado para hort., é a designação utilizada em nomenclatura botânica para designar um horticultor desconhecido que tenha descrito cientificamente uma espécie, geralmente de maneira incompleta.
Esta abreviatura é geralmente escrita toda em minúsculas (sem a usual maiúscula inicial) com o objectivo de veitar confusão com a abreviatura de Fenton John Anthony Hort que é Hort, sem ponto.